# Apogon cheni
Apogon cheni är en fiskart som beskrevs av Hayashi, 1990. Apogon cheni ingår i släktet Apogon och familjen Apogonidae. Inga underarter finns listade i Catalogue of Life.